# 天華百劍 -斬-
《天華百劍-斬-》是由日本公司KADOKAWA ASCII Media Works和DeNA開發出的一款角色扮演遊戲，分為日文版及繁體中文兩個版本。原作是在 KADOKAWA ASCII Media Works 的動漫雜誌「電擊 G's Magazine」上刊登、從2015年6月起連載圖繪小說的企劃。是一個將日本刀美少女化的企劃，有許多人氣繪師與漫畫作家參與。
目前在「電擊 G's Magazine」連載圖繪小說（文：SEVEN DAYS WAR，插圖：Tea），也在官方 Twitter 上連載 4 格漫畫（作者：武シノブ）。也決定從 2016 年 6 月起於「電擊 G's Comic」上連載劇情漫畫（作者：酒月ほまれ）。這次與 DeNA 合作推出智慧型手機遊戲，今後也會有多方面的展開。

## 遊戲發展
2016年5月29日 公開官網
2016年5月29日 公開預告PV
2016年6月1日 事前登錄開始
2016年6月2日 事前登錄10000人突破 贈送巫劍·大俱利伽羅
2016年秋季配信預定
2017年春季配信預定
2017年1月3日 事前登錄30000人突破 贈送輝櫻石25個
2017年2月24日進行了為數3000人的安卓限定β測試，測試時間2月24日18:00～3月3日16:00
2017年2月28日 公開本告PV
2017年3月17日 事前登錄50000人突破 追加輝櫻石25個 合計50個
2017年3月29日 事前登錄70000人突破 追加輝櫻石50個 合計100個
2017年4月中旬 正式配信
2017年4月19日 正午12：00事前登錄正式結束
2017年4月20日 配信開始
2020年2月26日 天華百劍-斬-的官方臉書(Facebook)宣佈，天華百劍-斬-繁中版的伺服器將停止運作
2020年2月28日 天華百劍-斬-繁中版的儲值服務停止
2020年4月29日 天華百劍-斬-繁中版的伺服器正式停止運作
2021年6月15日 天華百劍-斬-的推特宣布結束4年營運，於8/16的伺服器正式停止運作

## 劇情簡介
在古老的年代，惡靈的根源「禍憑（日语：まがつき）」誕生，在人世間製造無數的紛亂。為平息紛亂，掌握力量的能人創造與「禍憑」抗衡的力量--「巫劍」，是種可幻化為女性姿態的特殊刀劍。「巫劍（日语：みつるぎ）」將與被選中的人締結儀式，這些人被稱為「巫劍使(巫劍使者)（日语：みつるぎつかい）」，他們以封印「禍憑」為己任，共同經歷了無數的戰鬥。
然而，隨著歲月的流逝，關原之戰結束三百年後，終於迎來和平的「銘治時代」。由於近代的東京法令禁止人們攜帶刀劍，絕多數的世人已經忘記「巫劍」的存在，然而，「禍憑」的仍然在國家的暗處滋長起來。玩家，則作為一名年輕的「巫劍使」，為守護人們的安全，與「巫劍」一同對抗暗湧中的「禍憑」。

## 用語
銘治時代（日语：めいじ じだい)
「銘治」為日本的虛構年號，其假名(めいじ)與「明治」的假名相同，而時代的社會、政治、經濟、文化、科技等各方面，均與史實中的明治時代相似。
御華見眾（日语：おはなみしゅう)
為了對抗「兇禍」而設立，以「巫劍」和「巫劍使」為中心的特殊機關。從「禍憑」手中守護街道之外，也對流落各地的「巫劍」們提供保護。其中以「七星劍」為司令(最高領袖)，以「丙子椒林劍」為副司令。
百華之誓（日语：ひゃっかのちかい)
在銘治時代初期，為了回應銘治政府的廢刀令，在「七星劍」的集結下，由大部份巫劍在帝都(東京)所立下的不鬥之誓，包括「巫劍」之間的私鬥，一律不被允許。
觀察方（日语：かんさつがた)
由銘治政府直接委任「丙子椒林劍」統領的諜報機關。收集與「巫劍」相關的情報，並對各地「巫劍」們的生活進行監視。由於擁有獨立的司令系統，故作為司令的「七星劍」也無法對其直接干涉。
銘治館（日语：めいじ かん)
外表為提供西式餐點的茶館，實則作為御華見眾在上野的據點。
入鞘
「巫劍」和「巫劍使」一同進行的契約儀式，能將「巫劍」原本的力量引出的方法。進行了契約的「巫劍」會認其為主並追隨著他。
錆憑
「巫劍」被負面的感情所束縛，引起「兇禍」之亂時所陷入的狀態。儘管保持著正常的意識，身體卻被破壞衝動和欲望所驅動，束手無策的狀態。
巫魂
「巫劍」的特別能力，通過這種力量，能夠做到放出火焰之類的超常現象，並藉此消滅「兇禍」引起的邪惡。
禍魂
「兇禍」所擁有的黑暗力量的象徵。「兇禍」通過給予「禍魂」的方式創造出「禍憑」。
兇禍
從遠古開始存在於世，惡之魂的根源。將惡意與憎恨之類的負面感情操縱自如，並藉此給予抱有這類感情之人強烈的影響，由此創造「禍魂」。
天下五劍（日语：てんかごけん)
對抗邪惡力量上，列在「巫劍」中的五位頂尖成員，作為「御華見眾」的王牌。包括童子切安綱、三日月宗近、鬼丸國綱、大典太光世和數珠丸恆次。
彼岸五將（日语：ひがんごじぉ一)
在「禍憑」之中最邪惡而強大的危險份子，基本無法完全消滅。包括緋墨、六道戒聖、阿依子、煉獄和蠱惑樹。

## 遊戲角色
本作中登場的「巫劍」，基本依照現實與歷史上真實存在的日本刀所創。

### 主要角色
| 角色                      | 聲優(CV)   | 繪師       | 介紹 | 原型與史載之持有者 |
| 主角(原作中的名字:聖十郎) | 無         | 無         | 在士官學校畢業的青年，後被調任御華見眾銘治館的隊長 少年在鄉郊居住，並認識其中一位巫劍，直到他所居住的村落被毀滅，他才開始渴望成為一位稱職的巫劍使，以保護國家內的百姓，並尋找村落被毀的真相，以及當時認識的巫劍。 抵步東京後隨即與御華見眾副司令，丙子椒林劍見面。並認識駐守銘治館的三位巫劍，城和泉正宗、桑名江和牛王吉光，以及秘書七香、技巧師八宵等人。                                                                                     | |
| 城和泉正宗                | 大野柚布子 | 兔塚エイジ | 標準型巫劍，禮屬性 在越後、江戶各地留下眾多逸話的巫劍。 性格開朗，積極直率，但無法坦率面對他人的好意，她也在努力改善自己彆扭的一面。 從刀法中可以看出她的耿直之處，正可謂是戰場上綻放的一朵芳華，她也因此馳名。 退居一線後，她被送往津輕，得到了如同大家閨秀一般的對待。縱然如此，看到有困擾的人時始終無法放任不管，為此也經常主動投身於麻煩事中。 喜歡：蘋果/弱點：蟲子 口號：我想幫助自己的手所能觸碰到的一切，那即使是為了自己也要做        | 打刀，鑄造流派為相州正宗。最初由武田氏家臣：城和泉守昌茂持有，後輾轉由弘前藩，一度易名為「津輕正宗」。 1933年，列國家重要美術品。1936年，由舊日本(帝國)政府列為國寶。1951年，由新日本政府再列為國寶。今典藏於京都國立博物館。 |
| 桑名江                    | 高橋李依   | 天海雪乃   | 揮砍型巫劍，智屬性 一出生就被寄養在農村，被祭祀的巫劍。 有著能為他人竭力、如同大和撫子般的性格，但也有些許天然，少根筋的一面。在村子裡有武士到訪時，力量被發掘，因而有了參加關之原、大阪之陣的大戰役的經驗。 但因為給周圍帶來極端的凶吉交替變化，從而對自己運氣不平衡這一點有所自覺，為免給戰場帶來混亂，便回到了三河之地，作為巫女隱居度日。 喜歡：普通鴞/弱點：抽籤 口號：正所謂，福兮禍所依，禍兮福所伏......這之後應該肯定會有好事發生的呢 | 太刀，鑄造流派為鄉義弘（師承正宗）。最初由伊勢桑名藩2代藩主：本多忠政持有，桑名之名因而得之。 1934年，列國家重要美術品。今典藏於京都國立博物館。                                                                              |
| 牛王吉光                  | 千菅春香   | たかみ裕紀 | 疾風型巫劍，信屬性 精進製藥與治療的巫劍。 個子小小卻老成世故，平時沉默寡言，遇到感興趣的事物便心無旁騖地紮身其中。時常會擺出高深莫測的態度，有時卻也有故意捉弄對方的成分。過去曾經斬殺過亡靈形態的白狐，因身懷這種力量，在巫魂之力上的造詣可謂深厚。 在天下太平，退出戰役後，變得離群索居，與人類保持若即若離的聯繫。 喜歡：契約/弱點：感情論 口號：有關醫藥之事我可是專家。覺得我是不是怪醫？不好說，這要看人呢。                             | 脇差，鑄造流派為粟田口。最初由陸奧仙台藩家臣：原田宗資持有，由伊達政宗所贈。今已遺失。 |
| 七香                      | 白石晴香   | 深井涼介   | 八宵之姊，銘治館的秘書 負責內部行政、文書、通訊等工作 口號：只是戰鬥是不可以呢 | |
| 八宵                      | 白石晴香   | 深井涼介   | 七香之妹，銘治館的技巧師 負責巫劍刀裝、技能強化等工作 口號：我想嘗試一下，當然我可以幫到你嗎？ | |

### 御華見眾主要成員
| 角色       | 聲優(CV)   | 繪師         | 介紹 | 原型與史載之持有者 |
| 七星劍     | 丹下櫻     | 深井涼介     | 身為最老資格的巫劍，參與了御華見眾的組建，現在擔任司令官一職。與副司令丙子椒林劍共同指揮御華見眾。 堅持正義的信念，性格認真負責，一板一眼從來不開玩笑。但也會憑著經驗和直覺下達靈活的決斷。具有占卜吉兇禍福的能力，並且相當靈驗。但另一方面對兆頭和吉祥這種東西太過關注，偶爾也會造成大失敗。 口號：我的全部即是為了巫劍們的未來而存在的！那就是宿星之命。                                                 | 聖德太子兩大佩劍之一，唐風直刀，鑄造流派不明，今典藏於大阪四天王寺。 |
| 丙子椒林劍 | 桑島法子   | 深井涼介     | 與七星劍等人一同創立御華見眾的巫劍。肩負御華見副司令與監察部責任人的重任。溫和沉穩的性格，給人總是面帶笑容的印象，實際上非常精於打算。 會婉轉地教訓把錯誤的話說出口後很難率直改正的七星劍，偶爾也會為七星劍代理事物。自古以來就為了國家從事著諜報工作，是會讓任何人都甘拜下風，令人畏懼的存在。 | 聖德太子兩大佩劍之一，唐風直刀，鑄造流派不明，今典藏於大阪四天王寺。 |
| 小烏丸     | 大和田仁美 | 島田フミカネ | 負責向各地傳達禦華見眾司令部命令的巫劍。性格頗為古風，年紀較長故而擺出一副冷靜淑女姿態，卻因不諳世事導致偏離常識。 | 太刀，鑄造流派不明，是世間為數稀少的雙刃型太刀。相傳桓武天皇休憩於南殿時，見到一隻黑鳥啄著一把太刀飛來拜見他、自稱伊勢神宮的來使，將太刀放下便旋即離去。又因傳說此鳥為神話中的八咫烏、以其玄羽所化，「小烏丸」因而得名。 原為平氏因討逆有功、獲天皇御賜之重寶，在平氏滅亡後一度不知所終，直到1785年得知由作為平氏後裔的伊勢氏所珍藏。明治維新後，伊勢家將之轉售對馬宗氏。1882年獻給明治天皇、成為「御物」。今典藏於宮內廳。 |
| 拔丸       | 金子彩花   | 深井涼介     | 疾風型巫劍，仁屬性 將小烏丸作為前輩敬仰的熱血巫劍。 雖然認真積極、充滿幹勁，卻經常白忙一場，很容易失落，但重新振作起來的非常快。將守護大家的安全作為自己生存價值，將巡邏作為自己的習慣，她的身輕如燕常常被人稱讚。 不過她從不說謊的性格，導致沒法委派她做間諜工作。被說「少條筋」就會生氣，喜歡在話語中使用「拔」字。 喜歡：諺語/弱點：正經 口號：我才沒有少條筋，都說了才沒有！所以求你不要不給我吃飯呀！ | 與小烏丸同為平氏之家傳之寶。今已遺失。 |

### 天下五劍
| 角色       | 聲優(CV)   | 繪師                | 介紹 | 原型與史載之持有者 |
| 鬼丸國綱   | 田中美海   | 清水 栄一 下口 智裕 |      | 太刀，粟田口派國綱的作品。現為天皇家的御物。                                                                                                 |
| 童子切安綱 | 千本木彩花 | 清水 栄一 下口 智裕 |      | 太刀，由大原安綱鑄造。傳說源家式士源賴光用此刀砍下妖怪酒吞童子的首級。現藏於東京國立博物館。                                                 |
| 三日月宗近 | 上田麗奈   | 凪良                |      | 太刀，由五條宗近鑄造。因刃紋呈新月形而得名「三日月」，被譽為天下五劍中最美。現藏於東京國立博物館。                                           |
| 大典太光世 | 石原夏織   | saitom              |      | 太刀，由三池典太鑄造。傳說豐臣秀吉贈給前田利家的四女兒豪姬為她驅除病魔，而成為前田家的傳家之寶。現由前田家後裔創辦的財團法人前田育德會所藏。 |
| 數珠丸恆次 | 洲崎綾     | okiura              |      | 太刀，由青江派刀工恆次鑄造。本由高僧日蓮上人持有，他在刀柄上纏上念珠因而得名。現藏於本興寺。                                                 |

### 琉球三寶刀（初期反派→同盟）
| 角色     | 聲優(CV)   | 繪師   | 介紹 | 原型與史載之持有者 |
| 千代金丸 | 儀武ゆう子 | 池澤真 | 以沖繩出身的琉球三寶刀為名的三姐妹中的長女。生性開朗笑容不斷，卻最愛爭鬥吵鬧。只能思考一瞬間，什麼事都做的很粗枝大葉並且經常忘記本來目的。 知道百華之誓只流傳到九州為止之後，因為覺得自己被輕視而憤怒。為了通知銘治政府自己的存在而前往東京，結果在途中沉船，之後就一直持續著沒有目的的旅行。                             | 太刀，鑄造流派不明，前琉球國尚氏王族相傳之刀。今典藏於那霸市歷史博物館。                                                                       |
| 治金丸   | 仲西環     | 池澤真 | 以琉球三寶刀為名的三姐妹中的次女。為人爽快乾脆，重感情又愛哭。由於性格非常單純，很容易上當受騙，或者由於產生誤會而暴走。尤其是當姐妹的故鄉琉球被看不起的時候會陷入狂怒。 以為別人而努力作為自己的生存目標，尤其是為廢柴姐姐奉獻最能讓她感到高興。在身法輕盈上很有自信，在某些對手面前甚至能展現出如舞蹈般變幻自在的動作。 | 脇差，鑄造流派不明，前琉球國尚氏王族相傳之刀。傳說此刀為1522年，宮古島豪族為慶祝尚真王平定八重山群島而獻給琉球王府。今典藏於那霸市歷史博物館。 |
| 北谷菜切 | 下地紫野   | 池澤真 | 與千代金丸、治金丸並列稱之為琉球三寶刀的巫劍。是同樣身為琉球三寶刀的姊妹當中最有常識的三女。 因此，不與姊姊們使用同樣具有特徵的方言，而是使用有禮貌的標準語。客氣且老實，具有端莊秀麗的性格，但是也有理智算計的時候。 有著溺愛喜愛的人並且想得到他的扭曲的願望，偶爾會受不了誘惑而失控。                                  | 短刀，鑄造流派不明。傳說它是一把憑空一揮就能令人身首異處的妖刀。前琉球國尚氏王族相傳之刀。今典藏於那霸市歷史博物館。                           |

### 「誠之巫劍們」副本登場角色
| 角色         | 聲優(CV) | 繪師       | 介紹 | 原型與史載之持有者 |
| 和泉守兼定   | 高井舞香 | 黑獅子     | 突擊型巫劍，禮屬性 輔佐著新選組副長馳騁疆場的巫劍。 不愛說話和表達感情，是個不與他人往來的獨行俠。但被當做女孩對待時會害羞，並表現在臉上。一直都在吃棒棒糖，沒了的話就會不高興，並對周圍的人亂發脾氣。這個狀態持續很久後會反而變得很老實，能看到平時不示人的空虛表情。 副長去世後便疏離劍道，迷上了和歌和俳句。但因為發現了異樣的氣息，再次拿起了劍。 喜歡：俳句/弱點：被表揚 口號：戰鬥不勝利的話就沒有意義。                  | 打刀，刀工流派為兼定。新選組副長土方歲三的愛刀，在箱館戰爭開始前土方將此刀託人送回去他的家鄉日野。今存放於東京都日野市的土方歲三資料館中。                                                                       |
| 加州清光     | 桑原由氣 | 黑獅子     | 疾風型巫劍，仁屬性 身為新選組一番隊隊長護身刀的巫劍。 性格開朗穩健，總是笑容不絕。共情能力較高，附近有病人的時候，會感同身受到彷彿自己也得了同樣的病的地步。實際上，她是因為受到長期在一起的新選組一番隊隊長的影響，才頻繁吐血，本人非常健康。 被當做病人對待就會生氣，還會擺出比平時更開朗的姿態。因為總是能夠對病人的病痛感同身受，導致經常會做出令人困擾的過度照料。 喜歡：劍術/弱點：藥 口號：早上好！今天也要打起精神…咳！ | 打刀，鑄造流派為清光，又名加賀清光。新選組一番隊隊長沖田總司所持有。1864年，京都池田屋事件中，沖田總司即是使用此刃與倒幕派長州藩士交戰，然而此刃在戰鬥中受到不可逆的破壞、並無法修復而報廢。報廢後至今不知所終。 |
| 長曾彌虎徹   | 藤原夏海 | 黑獅子     | 強襲型巫劍，信屬性 作為新選組組長的護身刀參戰的巫劍。自己也作為巫劍的組長盡心盡力，深受信賴。 性格開朗平易近人，胸襟豁達，愛照顧人。偶爾也能窺見她縱觀全域的冷靜的一面。與主人分別後，集合率領了曾經共同戰鬥的巫劍夥伴們。之後，在帝都附近漂泊，幫助同伴。但再次決定為了人們獻出自己的力量。 喜歡：饅頭/弱點：謊言 口號：今夜的我，對鮮血相當饑渴！                                                                             | 打刀，鑄造流派為虎徹（推斷）。新選組局長近藤勇所持，相傳近藤在池田屋事件中拿著它去斬殺長洲藩士。近藤勇被處決後不知所終。 不過，有爭論指近藤的虎徹其實是贗品。                                                    |
| 菊一文字則宗 | 秋奈     | 神崎かるな | 標準型巫劍，禮屬性 刀法堪稱神速的劍術奇才，由於神速刀法帶來的負擔較大，無法長時間持續戰鬥，被戲稱玻璃劍士。 性格平易近人，因為沉穩與世不爭性格的影響，實際上在發生緊急情況時也不會親自出手，但一旦揮舞刀劍時，散發出的宛若修羅般的氣場與平時判若兩人。在打倒某個賊人時，劍技為世間所知。 喜歡：玻璃手工/弱點：墓地 口號：是我大意了呢……從現在起，你不會再看到我的身影了。                                                       | |

### 「小津的學習大作戰！！」副本登場角色
| 角色           | 聲優(CV) | 繪師     | 介紹 | 原型與史載之持有者 |
| 津田越前守助廣 | 松田颯水 | Nidy-2D- | 標準型巫劍，禮屬性 生於太平之世，在義母攝州住藤原助廣的教育下勤勉學習的巫劍。 說著大阪話，性格也像頑皮的關西人一樣。 精神年齡非常小，學什麼都很快，但對沒有興趣的事三天就會忘得一乾二淨。 也幫了因為歷史研究經常廢寢忘食的攝州住藤原助廣很大的忙。 在涉及金錢相關的事情會突然變得興奮起來去砍價。 但很容易受到打擊，被說小氣會很失落。 喜歡：漫才/弱點：納豆 口號：快好好看著人家這帥氣又可愛的身姿啦！            |                    |
| 攝州住藤原助廣 | 大地葉   | Nidy-2D- | 標準型巫劍，義屬性 生於太平之世，因而不是為了戰鬥，而是為了提高 自身，勤於劍與歷史研究的巫劍。 有著超群的觀察力和洞察力，傳授正確的知識是她的生存價值。堅持凡事一定要理性思考，相反很不擅長應對不合常理無法推測的事物。 與津田越前守助廣是結義母女，作為養母每天為了不倦怠女兒的教育而操心。 料理的手藝是毀滅性的，因此料理都交給津田越前守助廣做了。 喜歡：節約/弱點：進口貨 口號：不要喊我媽媽，叫我攝州住老師。 |                    |

### 「狼狐的羈絆」副本登場角色
| 角色       | 聲優(CV)    | 繪師        | 介紹 | 原型與史載之持有者 |
| 狐崎為次   | 谷口 夢奈   | 円居 雄一郎 |      |                    |
| 嚴島友成   | 相坂 優歌   | 深井 涼介   |      |                    |
| 兒手柏包永 | 田中 あいみ | 草野 ほうき |      |                    |

### 「小夜的紅豆麵包紀行」副本登場角色
| 角色       | 聲優(CV)  | 繪師     | 介紹 | 原型與史載之持有者 |
| 小夜左文字 | 秦 佐和子 | 珈琲貴族 |      |                    |
| 紅葉狩兼光 | 花井 美春 | peroshi  |      |                    |

## 電視動畫 歡迎來到銘治館

### 主題曲
主題曲
填詞、作曲、編曲：小林康太，主唱：御華見衆 椿組［城和泉正宗（大野柚布子）、桑名江（高橋李依）、牛王吉光（千菅春香）、小烏丸（大和田仁美）、七香（白石晴香）］
插入曲
填詞：吉田詩織，作曲、編曲：Yocke，主唱：庖丁三姉妹［透し正宗（飯田光）、庖丁正宗（柳原可奈子）、ほりぬき正宗（春川友紀）］

### 各話列表
| 話數   | 劇本   | 分鏡             | 演出             | 作畫監督                                       |
| 第1話  | 佐藤裕 | ウォン           | 藤田健太郎       | 東亮太                                         |
| 第2話  | 佐藤裕 | ハシモトダイスケ | 藤田健太郎       | 岡田直樹、石川獎士                             |
| 第3話  | 佐藤裕 | ハシモトダイスケ | 藤田健太郎       | 石川獎士                                       |
| 第4話  | 佐藤裕 | 藤田健太郎       | 藤田健太郎       | 安藤真喜、岡田直樹、西川雅史                   |
| 第5話  | 佐藤裕 | 藤田健太郎       | 藤田健太郎       | 岡田直樹                                       |
| 第6話  | 佐藤裕 | 藤田健太郎       | 藤田健太郎       | 和田佳純                                       |
| 第7話  | 佐藤裕 | 球野たかひろ     | 球野たかひろ     | 古林杏子                                       |
| 第8話  | 佐藤裕 | 藤田健太郎       | 球野たかひろ     | 松原一之                                       |
| 第9話  | 佐藤裕 | ハシモトダイスケ | 球野たかひろ     | 岡田直樹                                       |
| 第10話 | 佐藤裕 | ハシモトダイスケ | 富谷美香         | 富谷美香、安藤真喜、西川雅史、古林杏子、梅田杏 |
| 第11話 | 佐藤裕 | ハシモトダイスケ | ハシモトダイスケ | ハシモトダイスケ                               |
| 第12話 | 佐藤裕 | ハシモトダイスケ | 藤田健一郎       | 和田佳純                                       |

## 外部連結
- （日語）天華百劍-斬- 官網（页面存档备份，存于）
- （日語）天華百剣-斬-的X（前Twitter）
- （日語）天華百劍-斬- 公式攻略wiki